# Jair Benítez
Jair Benítez Sinisterra (Jamundí, 11 januari 1979) is een Colombiaans voetballer die bij voorkeur als linksback speelt. Hij verruilde in 2015 FC Dallas voor Águilas Pereira.

## Clubcarrière
Op een periode bij Colón na had Benítez tot 2009 enkel bij Colombiaanse clubs gespeeld. In totaal speelde hij 344 wedstrijden in de Copa Mustang waarin hij negentien doelpunten maakte. Op 22 juli 2009 tekende hij bij het Amerikaanse FC Dallas. Daar maakte hij op 25 juli 2009 tegen Real Salt Lake zijn debuut. Zijn eerste competitiedoelpunt voor Dallas maakte hij op 12 augustus 2012 tegen Colorado Rapids. Benítez had al snel een vaste plek in het basiselftal van FC Dallas en stond vanaf het seizoen in 2010 geen enkel seizoen in minder dan vijfentwintig competitiewedstrijden in de basis.

## Interlandcarrière
Benítez speelde van 2005 tot en met 2007 zeven wedstrijden voor Colombia. Hij was onder meer deel van de Colombiaanse selecties die deelnamen aan de CONCACAF Gold Cup 2005 en de Copa América 2007.